# O Arise All You Sons of This Land
O arise all you sons of this land (Ô levez-vous tous fils de cette terre) est l'hymne national de la Papouasie-Nouvelle-Guinée depuis son indépendance le 16 septembre 1975. Il a été écrit et composé par Tom Shacklady, un ancien soldat australien.

## Paroles
| Paroles en anglais | Traduction en français |
| --- | --- |
| O arise all you sons of this land, Let us sing of our joy to be free, Praising God and rejoicing to be Papua New Guinea. Shout our name from the mountains to seas Papua New Guinea Let us raise our voices and proclaim Papua New Guinea Now give thanks to the good Lord above For His kindness, His wisdom and love For this land of our fathers so free Papua New Guinea Shout again for the whole world to hear Papua New Guinea We're independent and we're free Papua New Guinea | Ô levez-vous tous, fils de cette terre, Chantons notre joie d'être libres, En louant Dieu et en nous réjouissant d'être La Papouasie-Nouvelle-Guinée Criez notre nom, des montagnes jusqu'à la mer Papouasie-Nouvelle-Guinée Haussons nos voix et proclamons La Papouasie-Nouvelle-Guinée Maintenant remerciez le bon Dieu au ciel Pour Sa bonté, Sa sagesse et Son amour Pour cette terre de nos pères, si libre La Papouasie-Nouvelle-Guinée Criez à nouveau, que le monde entier vous entende Papouasie-Nouvelle-Guinée Nous sommes indépendants et nous sommes libres Papouasie-Nouvelle-Guinée |